# Thanda Royal Zulu F.C.
O Thanda Royal Zulu F.C. é um clube de futebol sul-africano com sede em Richards Bay. A equipe compete na National First Division.

## História
O clube foi fundado como Benoni Premier United isto até 2007. O clube foi comprado por um grupo sueco e se tornou Thanda Royal Zulu.